# Oboro (destroyer, 1930)
Pour les autres navires du même nom, voir Oboro (destroyer).
L'Oboro (朧) était un destroyer de classe Fubuki en service dans la Marine impériale japonaise pendant la Seconde Guerre mondiale.

## Historique
À sa mise en service, il rejoint la 20e division de destroyers de la 2e flotte. Durant la deuxième guerre sino-japonaise, il couvre le débarquement des forces japonaises lors de la bataille de Shanghai et à Hangzhou. À partir de 1940, il patrouille et couvre les débarquements des forces japonaises dans le sud de la Chine tout en participant à l'invasion de l'Indochine française.
Au moment de l'attaque de Pearl Harbor, l'Oboro est affecté à la 5e division de la 1re flotte aérienne et déployé depuis le district naval de Yokosuka pour Hahajima, dans les îles Bonin, où il couvre les opérations de débarquement pendant l'invasion de Guam.
De la mi-décembre à avril 1942, l'Oboro est basé à Kwajalein. De la mi-avril à la fin août 1942, il retourne à Yokosuka, patrouillant dans les eaux avoisinantes et escortant des convois de Yokosuka au district de garde d'Ōminato dans le nord et au district de garde de Mako dans le sud-ouest.
Le 11 octobre 1942, l'Oboro quitte Yokosuka avec un convoi de ravitaillement pour Kiska, dans les îles Aléoutiennes occupées par le Japon. Le 17, le destroyer est coulé dans une attaque aérienne de Martin B-26 Marauder de l'USAAF à 30 milles marins (56 km) au nord-est de Kiska, à la position géographique 52° 17′ N, 178° 08′ E. Seuls 17 hommes d'équipage, dont le capitaine de corvette Yamana, sont secourus par le destroyer Hatsuharu (également endommagé dans l'attaque).
Le destroyer est rayé des listes de la marine le 15 novembre 1942.